# Jerichow
Jerichow ([ˈjeːʁɪço] en allemand : API) est une ville de l'arrondissement du Pays-de-Jerichow, située dans le Land de Saxe-Anhalt en Allemagne. Elle est bien connu pour les bâtiments de l'ancienne prévôté de Jerichow, appelé « monastère » (Kloster Jerichow), où ont vécu des chanoines réguliers de Prémontré.

## Géographie

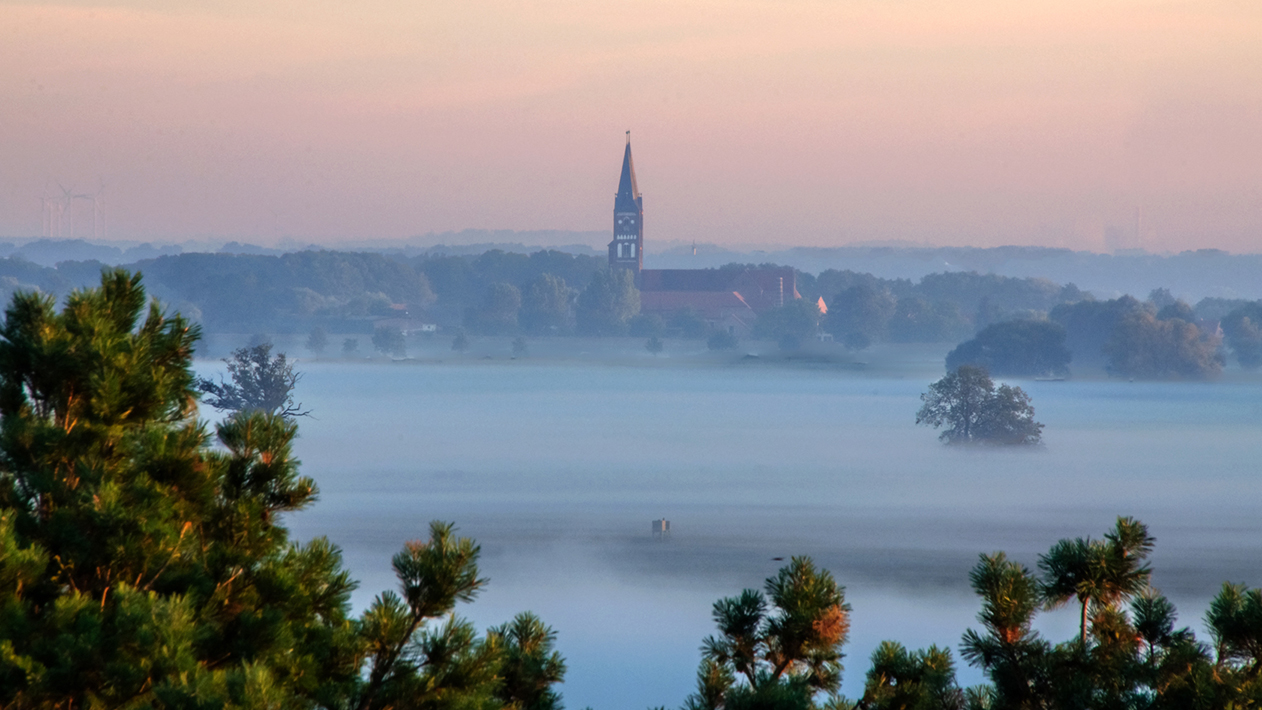
Vue sur les rives herbeuses de l'Elbe.

La ville se trouve sur un bras de l'Elbe, entre Stendal et Genthin. Elle est délimitée, à l'est, par le Land de Brandebourg. Le canal Elbe-Havel traverse le sud du territoire communal. Dans la vallée proglaciaire de Głogów-Baruth au sud-est s'étend une réserve ornithologique vouée notamment à la conservation de la Grande Outarde.
Après de nombreuses incorporations, Jerichow, avec une superficie de 270 km2, est une des communes les plus étendues d'Allemagne.

### Quartiers
Le territoire communal comprend 12 localités :
| - Brettin - Demsin - Jerichow - Kade | - Karow - Klitsche - Nielebock - Redekin | - Roßdorf - Schlagenthin - Wulkow - Zabakuck |

## Histoire
Les anciennes tribus slaves (« Wendes ») qui ont habité ces terres au haut Moyen Âge ont construit une première fortification grad) sur la rive de l'Elbe, la frontière de leurs domaines avec le duché de Saxe à l'ouest. Le nom de Jerichow est évidemment d'origine slave et sans rapport avec la ville biblique de Jéricho. Le château a joué un important rôle stratégique après l'insurrection des Slaves en 983 qui s'est traduite par la disparition de la marche du Nord.

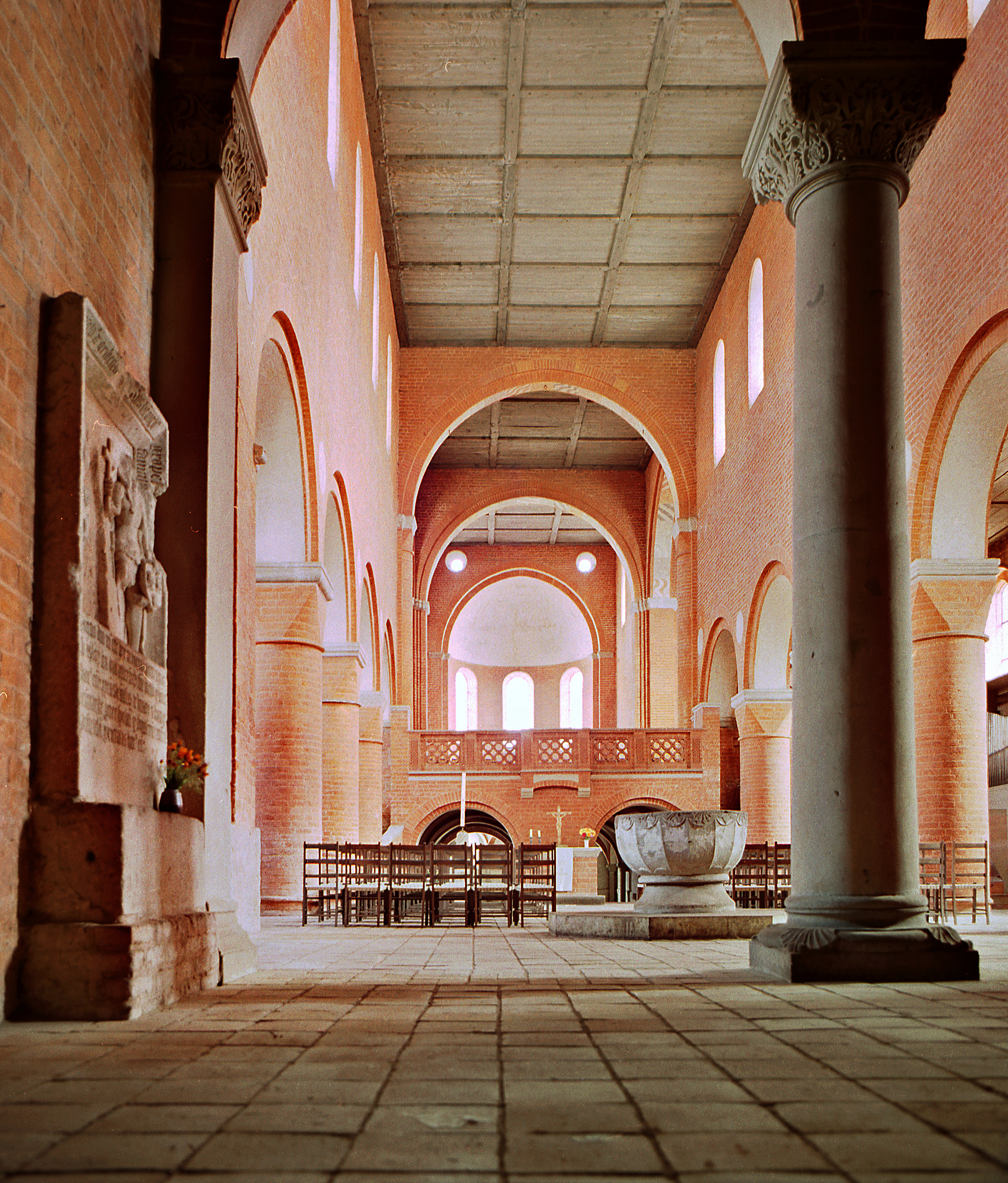
L'intérieur de l'abbatiale.

Le lieu fut mentionné pour la première fois en 1144, dans le cadre de la fondation de l'abbaye de Jerichow par les chanoines réguliers de Prémontré. En ce temps, le terrain dans l'ouest de l'ancienne marche était entre les mains des comtes de Stade ; la création fut attribuée à Hartwig Ier de Stade, archevêque de Brême, un fils du margrave Rodolphe Ier. En 1159, le chanoine Isfried de Ratzebourg est devenu prévôt du monastère ; il fit ériger l'abbatiale, une église à plan basilical en briques de style roman.
Jerichow appartenant à l'archevêché de Magdebourg a reçu les droits de ville au XIIIe siècle. Vers 1530, la Réforme protestante se répandit dans la région et l'abbaye est finalement sécularisée en 1552. La ville fut dévastée par la guerre de Trente Ans ; en 1648, par les traités de Westphalie, le territoire de l'ancienne principauté archiépiscopale de Magdebourg a été reconnu au nouveau duché de Magdebourg, une partie de l'État de Brandebourg-Prusse. La reconstruction de Jerichow se fait sous l'égide du « Grand Électeur » Frédéric-Guillaume Ier jusqu'en 1685.
En 1815, après les guerres napoléoniennes, le congrès de Vienne attribua le territoire au district de Magdebourg au sein de la Saxe prussienne. Le manoir baroque de Karow était la possession de la noble famille Wartensleben jusqu'en 1945.

## Personnalités liées à la ville
- August Wilhelm Francke (1785-1851), homme politique né à Karow ;
- Gustav von Wartensleben (1796-1886), général né et à Karow ;
- Udo von Tresckow (1808-1885), général né à Jerichow ;
- Hermann Ludwig von Wartensleben (1826-1921), général mort au manoir de Karow ;
- Otto Baer (1881-1966), homme politique né à Jerichow ;
- Herms Niel (1888-1954), compositeur né à Nielebock ;
- Sylvester Groth (né en 1958), acteur né à Jerichow.